# Jägersburger / Gernsheimer Wald
Jägersburger / Gernsheimer Wald este o arie protejată (arie de protecție specială avifaunistică — SPA) din Germania întinsă pe o suprafață de 1.778,81 ha, integral pe uscat.

## Localizare
Centrul sitului Jägersburger / Gernsheimer Wald este situat la coordonatele 49°41′13″N 8°32′13″E / 49.6869°N 8.5369°E.

## Înființare
Situl Jägersburger / Gernsheimer Wald a fost declarat arie de protecție specială avifaunistică în aprilie 2003 pentru a proteja 17 specii de animale.

## Biodiversitate
Situată în ecoregiunea continentală, aria protejată nu include niciun habitat protejat.
La baza desemnării sitului se află mai multe specii protejate de  păsări (17): fâsă de pădure (Anthus trivialis), porumbel de scorbură (Columba oenas), Corvus monedula, ciocănitoarea de stejar (Dendrocopos medius), ciocănitoare pestriță mică (Dendrocopos minor), ciocănitoare neagră (Dryocopus martius), șoimul rândunelelor (Falco subbuteo), capîntortură (Jynx torquilla), sfrâncioc roșiatic (Lanius collurio), gaia neagră (Milvus migrans), gaia roșie (Milvus milvus), grangur (Oriolus oriolus), viespar (Pernis apivorus), codroșul de pădure (Phoenicurus phoenicurus), pitulice sfârâitoare (Phylloscopus sibilatrix), ciocănitoare verzuie (Picus canus), turturică (Streptopelia turtur).
Pe lângă speciile protejate, pe teritoriul sitului au mai fost identificate 1 specie de păsări.